# 美濃加茂市民ミュージアム
美濃加茂市民ミュージアム（みのかもしみんミュージアム）は、岐阜県美濃加茂市にある、美術館・博物館。博物館法上の博物館（登録博物館）である。
市民文化施設『みのかも文化の森』の敷地内にあり、同施設の中心施設である。

## 概要
2000年（平成12年）10月1日開館。美術館・博物館という枠にとらわれない市民文化の拠点とすることを目指した施設である。
博物館としては、美濃加茂市の自然、歴史、文化などを展示する常設展示室があり、美濃加茂市出身の坪内逍遙、津田左右吉に関する展示がある。企画展示室は、歴史、自然、美術などの展示を行うことが可能。
みのかも文化の森の敷地内には民具展示館と生活体験館があり、民具などの展示が行われている。
美術館としては、市内ゆかりの美術工芸作家の作品を展示する美術工芸展示室がある。みのかも文化の森にある彫刻の森には彫刻の野外展示がある。
展示物・収蔵物のデータベース化が進められており、ホームページで閲覧できる。
施設内の『森のタワー』は全高33.5m、展望23m。

## 施設

### 本館
1階
- エントランスホール
- 緑のホール
- 研修室
- 会議室
- 企画展示室・市民ギャラリー
- 芸術工芸展示室
- 情報コーナー
- カフェツナグ（喫茶店）
- 実習棟
- 陶芸室
- 森のタワーのエレベーター

2階
- 教育センター
  - 教育相談事務室
  - 教育相談室
  - 学習室
  - プレイルーム
- 情報学習室
- 研究室

### 関連施設
- 生活体験館（まゆの家）
- 民具展示室
- アトリエ棟

## 略歴
- 1989年（平成元年）
  - 3月 - 第3次総合計画として「郷土資料館」の建設が設置づけられる。
  - 8月 -（仮）文化の森の予定地域の植生調査を開始。
- 1990年（平成2年）
  - 3月 - （仮）文化森の整備基本構造を策定。
  - 5月 （仮）文化の森の構想の地元説明会を開催。
- 1992年（平成4年）
  - 3月 -（仮）文化の森の基本計画を策定。
  - 10月 -（仮）文化の森の予定地の樹木を調査。（樹種と分布状況を調査）
- 1993年（平成5年）
  - 3月 -（仮）文化の森（全体）の基本設計。
  - 12月 - 2回目の（仮）文化の森の予定地域の植生調査を開始。
- 1994年（平成6年）
  - 3月 -（仮）文化の森の全体の実施設計。
  - 11月 - 博物館・教育センターの複合施設計画の立案。
- 1995年（平成7年）
  - 3月 -（仮）文化森プラザ建築・展示の基本設計を行う。
  - 4月 -「文化課」が新設され、文化の森の準備が充実する。
- 1996年（平成8年）
  - 7月 - 市として「施設の位置づけ・森の学校」などを提示し、それを受け、具体的に検討を進める。
  - 12月 -（仮）文化の森プラザ地質調査を開始。
- 1998年（平成10年）
  - 3月 -（仮）文化の森プラザ実施設計が始まる。
  - 6月 -（仮）文化の森プラザの起工式を行う。
  - 9月 -（仮）文化の森プラザの展示の工事契約
- 1999年（平成11年）
  - 1月 - （仮）文化の森プラザの実施建設を再び行う。ホームページにて、『今週の文化の森』として工事・準備の進行の状況を報告&紹介。
  - 3月 - （仮）文化の森付帯施設工事の実施設計を行う。付帯施設の工事に着工する。
- 2000年（平成12年）
  - 3月 - 設置管理条例制定（名称を『みのかも文化の森』・『美濃加茂市民ミュージアム』・『美濃加茂市教育センター』とする）
  - 10月 -『美濃加茂市民ミュージアム』が開館。

## 所在地
- 岐阜県美濃加茂市蜂屋町上蜂屋3299-1

## 利用案内
- 開館時間 - 9:00～17:00
- 休館日 - 毎週月曜日（月曜日が休日の場合は翌日）、祝日の翌日、12月29日から1月3日までの間
- 入館料 - 無料

## 交通アクセス
- 高山本線美濃太田駅より徒歩17分
- あい愛バス文化の森公園線（美濃太田駅発）「文化の森」バス停下車。
- 東海環状自動車道美濃加茂ICから車で5分

## メディア
テレビ
- フォレストチャンネル[4]（美濃加茂市の行政情報番組「ウォーカブルシティミノカモ」内にて）
  - 日々の暮らしに潤いをもたらし、地域のよさを発見できる、「文化の森」のさまざまな情報を伝える（CCNet岐阜局制作）。

ラジオ
- 随想みのかも[5] - 主に「文化の森」で活動している、みのかも「声のドラマ」の会による朗読番組（FMらら制作）。